# Голод, Ефим Литманович
Ефим Литманович Голод (2 октября 1929, Калинковичи — 2009, Санкт-Петербург) — советский и российский химик-органик. Доктор химических наук, профессор.

## Биография
Окончил Ленинградский технологический институт имени Ленсовета (1953). Работал там же на кафедре военного вооружения: младший научный сотрудник (1953—1960), ассистент (1960—1964), старший научный сотрудник (1964—1979), начальник отдела (1979—1989), начальник сектора (1989—1993). С 1993 года — ведущий научный сотрудник кафедры химии и технологии органических соединений азота Санкт-Петербургского государственного технологического института.
Основные научные труды в области химии нитросоединений и адамантана.
Умер в ноябре 2009 года в Санкт-Петербурге.

## Научные работы
- «Соли нитрония в органической химии» (1983)
- «Нитрование адамантана двуокисью азота» (1996)
- «Реакции 1- и 2-адамантилрадикалов с двуокисью азота» (1997)
- «Адамантилазолы. VIII. Кислотно-катализируемое адамантилирование 1,2,4-триазол-5-онов» (2004)
- «Адамантилазолы. VII. Кислотно-катализируемое адамантилирование С-С-и С-N-связанных азолилпиразолов» (2004)
- «X. Реакции 1,2,4-триазол-3-тиона с 1-адамантанолом в кислых средах» (2005)
- «Кинетика и механизм нитрования полинитроалканов» (2006)